# Algarve Cup 2019
Navigation
Édition précédente Édition suivante
L'Algarve Cup 2019 est la vingt-sixième édition de l'Algarve Cup, compétition internationale amicale de football féminin qui a lieu chaque année en Algarve, au Portugal. Le tournoi se déroule du 27 février au 6 mars 2019.

## Format
Les douze équipes invitées à participer à l'Algarve Cup 2019 sont divisées en trois groupes.
Les deux meilleures équipes parmi celles qui vont terminer à la première place de leur poule accèdent à la finale pour le titre. Il en est de même pour les matches de classements.

## Équipes
Les équipes sont annoncées le 9 janvier 2019  sur le site de la Fédération portugaise de football.
| Groupe | Équipe   | Classement FIFA (décembre 2018) |
| ------ | -------- | ------------------------------- |
| A      | Canada   | 5                               |
| A      | Écosse   | 20                              |
| A      | Islande  | 22                              |
| B      | Pays-Bas | 7                               |
| B      | Espagne  | 12                              |
| B      | Pologne  | 34                              |
| C      | Norvège  | 13                              |
| C      | Chine    | 15                              |
| C      | Danemark | 17                              |
| D      | Suède    | 9                               |
| D      | Suisse   | 18                              |
| D      | Portugal | 32                              |

## Arbitres
Le 19 février 2019, la FIFA annonce les douze arbitres et les vingt-quatre arbitres assistants qui participent de la compétition.
| Confédération | Arbitres                             | Arbitres assistants                                                  |
| ------------- | ------------------------------------ | -------------------------------------------------------------------- |
| AFC           | Kate Jacewicz                        | Maiko Hagio Seul Gi Lee                                              |
| CAF           | Lidya Tafesse Abebe                  | Queency Victoire Mary Njoroge                                        |
| CONCACAF      | Marie-Soleil Beaudoin Lucila Venegas | Stephanie-Dale Yee Sing Princess Brown Mayte Chavez Enedina Caudillo |
| CONMEBOL      | Maria Carvajal Laura Fortunato       | Leslie Vasquez Loreto Toloza Mariana de Almeida Mary Blanco          |
| OFC           | Anna-Marie Keighley                  | Sarah Jones Maria Salamasina                                         |
| UEFA          | Sandra Bastos Anastasia Pustovoytova | Julia Magnusson Lisa Rashid Ekaterina Kurochkina Petruta Iugulescu   |

## Stades
- Estádio Municipal Bela Vista, Parchal, capacité 1 500 places.
- Estádio Algarve, Loulé, capacité de 30 305 places.
- Estádio Municipal de Lagos, Lagos, capacité 4 600 places.
- Estádio Municipal de Albufeira, Albufeira, capacité de 5 000 places.
- Complexo Desportivo de Vila Real de Santo António, Vila Real de Santo António, capacité de 7 500 places.

## Phase de groupes
Les poules sont annoncées le 31 janvier 2019  sur le site de la Fédération portugaise de football.
En cas d'égalité après les trois journées de poule, les équipes sont départagées selon les critères suivants :
1. le nombre de points obtenus lors de la confrontation entre les équipes à égalité ;
2. la différence de buts sur tous les matchs de poule ;
3. le nombre de buts marqués dans tous les matchs de poule ;
4. le classement du fair-play sur tous les matchs de poule ;
5. le classement FIFA.

### Groupe A
| Rang | Équipe  | Pts | J | G | N | P | Bp | Bc | Diff |  | Résultats (▼ dom., ► ext.) |     |     |     |
| ---- | ------- | --- | - | - | - | - | -- | -- | ---- |  | -------------------------- | --- | --- | --- |
| 1    | Canada  | 4   | 2 | 1 | 1 | 0 | 1  | 0  | +1   |  | Canada                     |     | 0-0 |     |
| 2    | Écosse  | 3   | 2 | 1 | 0 | 1 | 4  | 2  | +2   |  | Écosse                     | 0-1 |     |     |
| 3    | Islande | 1   | 2 | 0 | 1 | 1 | 1  | 4  | -3   |  | Islande                    |     |     | 1-4 |

| 27 février 2019 | Canada | 0 - 0   | Islande |                                                                                                 |                                                                                                 |
| 13 h 15         | -      | (0 - 0) | -       | Estádio Municipal Bela Vista, Parchal Spectateurs : - Arbitrage : Anastasia Pustovoytova Russie | Estádio Municipal Bela Vista, Parchal Spectateurs : - Arbitrage : Anastasia Pustovoytova Russie |

| 1er mars 2019 | Écosse | 0 - 1   | Canada              |                                                                                      |                                                                                      |
| 13 h 15       | -      | (0 - 0) | Sinclair 81e (pen.) | Estádio Municipal de Lagos, Lagos Spectateurs : - Arbitrage : Sandra Bastos Portugal | Estádio Municipal de Lagos, Lagos Spectateurs : - Arbitrage : Sandra Bastos Portugal |
| 13 h 15       |        |         |                     | Estádio Municipal de Lagos, Lagos Spectateurs : - Arbitrage : Sandra Bastos Portugal | Estádio Municipal de Lagos, Lagos Spectateurs : - Arbitrage : Sandra Bastos Portugal |

| 4 mars 2019 | Islande           | 1 - 4   | Écosse                                    |                                                                                             |                                                                                             |
| 14 h 00     | Gunnarsdóttir 57e | (0 - 2) | Arnot 13e 66e · Cuthbert 32e · Little 55e | Estádio Municipal Bela Vista, Parchal Spectateurs : - Arbitrage : Laura Fortunato Argentine | Estádio Municipal Bela Vista, Parchal Spectateurs : - Arbitrage : Laura Fortunato Argentine |
| 14 h 00     |                   |         |                                           | Estádio Municipal Bela Vista, Parchal Spectateurs : - Arbitrage : Laura Fortunato Argentine | Estádio Municipal Bela Vista, Parchal Spectateurs : - Arbitrage : Laura Fortunato Argentine |

### Groupe B
| Rang | Équipe   | Pts | J | G | N | P | Bp | Bc | Diff |  | Résultats (▼ dom., ► ext.) |     |     |     |
| ---- | -------- | --- | - | - | - | - | -- | -- | ---- |  | -------------------------- | --- | --- | --- |
| 1    | Pologne  | 6   | 2 | 2 | 0 | 0 | 4  | 0  | +4   |  | Pologne                    | 3-0 |     |     |
| 2    | Espagne  | 3   | 2 | 1 | 0 | 1 | 2  | 3  | -1   |  | Espagne                    |     | 2-0 |     |
| 3    | Pays-Bas | 0   | 2 | 0 | 0 | 2 | 0  | 3  | -3   |  | Pays-Bas                   |     |     | 0-1 |

| 27 février 2019 | Espagne         | 2 - 0   | Pays-Bas |                                                                                                |                                                                                                |
| 17 h 15         | Hermoso 22e 64e | (1 - 0) | -        | Estádio Municipal Bela Vista, Parchal Spectateurs : - Arbitrage : Marie-Soleil Beaudoin Canada | Estádio Municipal Bela Vista, Parchal Spectateurs : - Arbitrage : Marie-Soleil Beaudoin Canada |
| 17 h 15         |                 |         |          | Estádio Municipal Bela Vista, Parchal Spectateurs : - Arbitrage : Marie-Soleil Beaudoin Canada | Estádio Municipal Bela Vista, Parchal Spectateurs : - Arbitrage : Marie-Soleil Beaudoin Canada |

| 1er mars 2019 | Pologne                                     | 3 - 0   | Espagne |                                                                                      |                                                                                      |
| 16 h 45       | Dudek 25e · Balcerzak 34e · Zawistowska 49e | (2 - 0) | -       | Estádio Municipal de Lagos, Lagos Spectateurs : - Arbitrage : Lucila Venegas Mexique | Estádio Municipal de Lagos, Lagos Spectateurs : - Arbitrage : Lucila Venegas Mexique |
| 16 h 45       |                                             |         |         | Estádio Municipal de Lagos, Lagos Spectateurs : - Arbitrage : Lucila Venegas Mexique | Estádio Municipal de Lagos, Lagos Spectateurs : - Arbitrage : Lucila Venegas Mexique |

| 4 mars 2019 | Pays-Bas | 0 - 1   | Pologne    |                                                                                           |                                                                                           |
| 17 h 30     | -        | (0 - 1) | Winczo 42e | Estádio Municipal Bela Vista, Parchal Spectateurs : - Arbitrage : Kate Jacewicz Australie | Estádio Municipal Bela Vista, Parchal Spectateurs : - Arbitrage : Kate Jacewicz Australie |
| 17 h 30     |          |         |            | Estádio Municipal Bela Vista, Parchal Spectateurs : - Arbitrage : Kate Jacewicz Australie | Estádio Municipal Bela Vista, Parchal Spectateurs : - Arbitrage : Kate Jacewicz Australie |

### Groupe C
| Rang | Équipe   | Pts | J | G | N | P | Bp | Bc | Diff |  | Résultats (▼ dom., ► ext.) |     |     |     |
| ---- | -------- | --- | - | - | - | - | -- | -- | ---- |  | -------------------------- | --- | --- | --- |
| 1    | Norvège  | 6   | 2 | 2 | 0 | 0 | 5  | 2  | +3   |  | Norvège                    |     | 2-1 |     |
| 2    | Danemark | 3   | 2 | 1 | 0 | 1 | 2  | 2  | 0    |  | Danemark                   |     |     | 1-0 |
| 3    | Chine    | 0   | 2 | 0 | 0 | 2 | 1  | 4  | -3   |  | Chine                      | 1-3 |     |     |

| 27 février 2019 | Norvège                   | 2 - 1   | Danemark  |                                                                            |                                                                            |
| 13 h 15         | Åsland 77e · Utland 90+2e | (0 - 1) | Nadim 17e | Estádio Algarve, Loulé Spectateurs : - Arbitrage : Kate Jacewicz Australie | Estádio Algarve, Loulé Spectateurs : - Arbitrage : Kate Jacewicz Australie |
| 13 h 15         |                           |         |           | Estádio Algarve, Loulé Spectateurs : - Arbitrage : Kate Jacewicz Australie | Estádio Algarve, Loulé Spectateurs : - Arbitrage : Kate Jacewicz Australie |

| 1er mars 2019 | Chine             | 1 - 3   | Norvège                                        | | |
| 13 h 15       | Shānshān Wáng 90e | (0 - 3) | Herlovsen 9e · Hǎiyàn Wú 30e (csc) · Haavi 42e | Estádio Municipal de Albufeira, Albufeira Spectateurs : - Arbitrage : Lidya Tafesse Abebe Éthiopie | Estádio Municipal de Albufeira, Albufeira Spectateurs : - Arbitrage : Lidya Tafesse Abebe Éthiopie |
| 13 h 15       |                   |         |                                                | Estádio Municipal de Albufeira, Albufeira Spectateurs : - Arbitrage : Lidya Tafesse Abebe Éthiopie | Estádio Municipal de Albufeira, Albufeira Spectateurs : - Arbitrage : Lidya Tafesse Abebe Éthiopie |

| 4 mars 2019 | Danemark                    | 1 - 0   | Chine | | |
| 13 h 15     | Mosegaard-Harder 60e (pen.) | (0 - 0) | -     | Complexo Desportivo de Vila Real de Santo António, Vila Real de Santo António Spectateurs : - Arbitrage : Marie-Soleil Beaudoin Canada | Complexo Desportivo de Vila Real de Santo António, Vila Real de Santo António Spectateurs : - Arbitrage : Marie-Soleil Beaudoin Canada |
| 13 h 15     |                             |         |       | Complexo Desportivo de Vila Real de Santo António, Vila Real de Santo António Spectateurs : - Arbitrage : Marie-Soleil Beaudoin Canada | Complexo Desportivo de Vila Real de Santo António, Vila Real de Santo António Spectateurs : - Arbitrage : Marie-Soleil Beaudoin Canada |

### Groupe D
| Rang | Équipe   | Pts | J | G | N | P | Bp | Bc | Diff |  | Résultats (▼ dom., ► ext.) |     |     |     |
| ---- | -------- | --- | - | - | - | - | -- | -- | ---- |  | -------------------------- | --- | --- | --- |
| 1    | Suède    | 3   | 2 | 1 | 0 | 1 | 5  | 3  | +2   |  | Suède                      |     | 4-1 |     |
| 2    | Suisse   | 3   | 2 | 1 | 0 | 1 | 4  | 5  | -1   |  | Suisse                     |     |     | 3-1 |
| 3    | Portugal | 3   | 2 | 1 | 0 | 1 | 3  | 4  | -1   |  | Portugal                   | 2-1 |     |     |

| 27 février 2019 | Suède                               | 4 - 1   | Suisse           |                                                                              |                                                                              |
| 16 h 45         | Larsson 7e, 34e & 66e · Asllani 62e | (2 - 1) | Crnogorcevic 26e | Estádio Algarve, Loulé Spectateurs : - Arbitrage : Laura Fortunato Argentine | Estádio Algarve, Loulé Spectateurs : - Arbitrage : Laura Fortunato Argentine |
| 16 h 45         |                                     |         |                  | Estádio Algarve, Loulé Spectateurs : - Arbitrage : Laura Fortunato Argentine | Estádio Algarve, Loulé Spectateurs : - Arbitrage : Laura Fortunato Argentine |

| 1er mars 2019 | Portugal                  | 2 - 1   | Suède     |                                                                                            |                                                                                            |
| 16 h 45       | D. Silva 71e · Neto 90+3e | (0 - 0) | Björn 68e | Estádio Municipal de Albufeira, Albufeira Spectateurs : - Arbitrage : Maria Carvajal Chili | Estádio Municipal de Albufeira, Albufeira Spectateurs : - Arbitrage : Maria Carvajal Chili |
| 16 h 45       |                           |         |           | Estádio Municipal de Albufeira, Albufeira Spectateurs : - Arbitrage : Maria Carvajal Chili | Estádio Municipal de Albufeira, Albufeira Spectateurs : - Arbitrage : Maria Carvajal Chili |

| 4 mars 2019 | Suisse                                    | 3 - 1   | Portugal   | | |
| 16 h 45     | Crnogorcevic 60e · Kiwic 66e · Müller 86e | (0 - 1) | Norton 27e | Complexo Desportivo de Vila Real de Santo António, Vila Real de Santo António Spectateurs : - Arbitrage : Anna-Marie Keighley Nouvelle-Zélande | Complexo Desportivo de Vila Real de Santo António, Vila Real de Santo António Spectateurs : - Arbitrage : Anna-Marie Keighley Nouvelle-Zélande |
| 16 h 45     |                                           |         |            | Complexo Desportivo de Vila Real de Santo António, Vila Real de Santo António Spectateurs : - Arbitrage : Anna-Marie Keighley Nouvelle-Zélande | Complexo Desportivo de Vila Real de Santo António, Vila Real de Santo António Spectateurs : - Arbitrage : Anna-Marie Keighley Nouvelle-Zélande |

### Classement général final des quatre groupes
Ce classement détermine les équipes participantes aux différents matches de classement.
Ce classement est établi en tenant des critères suivants :
1. le classement dans les groupes ;
2. le nombre de points obtenus sur tous les matchs de poule ;
3. la différence de buts sur tous les matchs de poule ;
4. le nombre de buts marqués dans tous les matchs de poule ;
5. le classement du fair-play sur tous les matchs de poule ;
6. le classement FIFA.

| Rang | Cl. Groupe | Groupe | Équipe   | Pts | M | V | N | D | Bp | Bc | Diff. | Matches de classement |
| ---- | ---------- | ------ | -------- | --- | - | - | - | - | -- | -- | ----- | --------------------- |
| 1    | 1          | B      | Pologne  | 6   | 2 | 2 | 0 | 0 | 4  | 0  | +4    | Finale                |
| 2    | 1          | C      | Norvège  | 6   | 2 | 2 | 0 | 0 | 5  | 2  | +3    | Finale                |
| 3    | 1          | A      | Canada   | 4   | 2 | 1 | 1 | 0 | 1  | 0  | +1    | 3° Place              |
| 4    | 1          | D      | Suède    | 3   | 2 | 1 | 0 | 1 | 5  | 3  | +2    | 3° Place              |
| 5    | 2          | A      | Écosse   | 3   | 2 | 1 | 0 | 1 | 4  | 2  | +2    | 5° Place              |
| 6    | 2          | C      | Danemark | 3   | 2 | 1 | 0 | 1 | 2  | 2  | 0     | 5° Place              |
| 7    | 2          | D      | Suisse   | 3   | 2 | 1 | 0 | 1 | 4  | 5  | -1    | 7° Place              |
| 8    | 2          | B      | Espagne  | 3   | 2 | 1 | 0 | 1 | 2  | 3  | -1    | 7° Place              |
| 9    | 3          | D      | Portugal | 3   | 2 | 1 | 0 | 1 | 3  | 4  | -1    | 9° Place              |
| 10   | 3          | A      | Islande  | 1   | 2 | 0 | 1 | 1 | 1  | 4  | -3    | 9° Place              |
| 11   | 3          | C      | Chine    | 0   | 2 | 0 | 0 | 2 | 1  | 4  | -3    | 11° Place             |
| 12   | 3          | B      | Pays-Bas | 0   | 2 | 0 | 0 | 2 | 0  | 3  | -3    | 11° Place             |

1. La finale se jouera entre les deux meilleures équipes classées premières des quatre groupes.
2. La 3e place sera jouée entre les deux équipes moins bien classées premières des quatre groupes.
3. La 5e place se jouera entre les deux meilleures équipes classées deuxièmes des quatre groupes.
4. La 7e place se jouera entre les deux équipes moins bien classées deuxièmes des quatre groupes.
5. La 9e place se jouera entre les deux meilleures équipes classées troisièmes des quatre groupes.
6. La 11e place se jouera entre les deux équipes moins bien classées troisièmes des quatre groupes.

## Matchs de classement

### Onzième place
| 6 mars 2019 | Chine                                       | 1 - 1             | Pays-Bas                                                 | Estádio Municipal de Albufeira, Albufeira          |                                                    |
| 17h15       | Yao Wei 50e                                 | (0 - 1)           | Miedema 45e                                              | Spectateurs : - Arbitrage : Sandra Bastos Portugal | Spectateurs : - Arbitrage : Sandra Bastos Portugal |
| 17h15       |                                             |                   |                                                          | Spectateurs : - Arbitrage : Sandra Bastos Portugal | Spectateurs : - Arbitrage : Sandra Bastos Portugal |
| 17h15       | Ruì Zhāng · Yao Wei · Yǐng Lǐ · Chengshu Wu | Tirs au but 2 – 4 | van de Donk · van Dongen · Bloodworth · Spitse · Miedema | Spectateurs : - Arbitrage : Sandra Bastos Portugal | Spectateurs : - Arbitrage : Sandra Bastos Portugal |

### Neuvième place
| 6 mars 2019 | Portugal      | 1 - 4   | Islande                                                                       | Estádio Municipal Bela Vista, Parchal                    |                                                          |
| 14h30       | M. Mendes 89e | (0 - 2) | Albertsdóttir 2e · Magnúsdóttir 38e · Viðarsdóttir 88e · Guðmundsdóttir 90+2e | Spectateurs : - Arbitrage : Lidya Tafesse Abebe Éthiopie | Spectateurs : - Arbitrage : Lidya Tafesse Abebe Éthiopie |
| 14h30       |               |         |                                                                               | Spectateurs : - Arbitrage : Lidya Tafesse Abebe Éthiopie | Spectateurs : - Arbitrage : Lidya Tafesse Abebe Éthiopie |

### Septième place
| 6 mars 2019 | Suisse | 0 - 2   | Espagne                        | Estádio Municipal de Albufeira, Albufeira        |                                                  |
| 13h15       | -      | (0 - 1) | Hermoso 21e · Müller 63e (csc) | Spectateurs : - Arbitrage : Maria Carvajal Chili | Spectateurs : - Arbitrage : Maria Carvajal Chili |
| 13h15       |        |         |                                | Spectateurs : - Arbitrage : Maria Carvajal Chili | Spectateurs : - Arbitrage : Maria Carvajal Chili |

### Cinquième place
| 6 mars 2019 | Écosse   | 1 - 0   | Danemark | Estádio Algarve, Loulé                             |                                                    |
| 13h15       | Ross 35e | (1 - 0) | -        | Spectateurs : - Arbitrage : Lucila Venegas Mexique | Spectateurs : - Arbitrage : Lucila Venegas Mexique |
| 13h15       |          |         |          | Spectateurs : - Arbitrage : Lucila Venegas Mexique | Spectateurs : - Arbitrage : Lucila Venegas Mexique |

### Troisième place
| 6 mars 2019 | Canada                                                             | 0 - 0             | Suède                                                               | Estádio Algarve, Loulé                                           |                                                                  |
| 17h00       | -                                                                  | (0 - 0)           | -                                                                   | Spectateurs : - Arbitrage : Anna-Marie Keighley Nouvelle-Zélande | Spectateurs : - Arbitrage : Anna-Marie Keighley Nouvelle-Zélande |
| 17h00       |                                                                    |                   |                                                                     | Spectateurs : - Arbitrage : Anna-Marie Keighley Nouvelle-Zélande | Spectateurs : - Arbitrage : Anna-Marie Keighley Nouvelle-Zélande |
| 17h00       | Schmidt · Sinclair · Rose · Lawrence · Beckie · Buchanan · Fleming | Tirs au but 6 – 5 | Anvegård · Sembrant · Björn · Larsson · Jakobsson · Ericsson · Glas | Spectateurs : - Arbitrage : Anna-Marie Keighley Nouvelle-Zélande | Spectateurs : - Arbitrage : Anna-Marie Keighley Nouvelle-Zélande |

## Finale
| 6 mars 2019 | Pologne | 0 - 3   | Norvège                                   | Estádio Municipal Bela Vista, Parchal |                               |
| 18h00       | -       | (0 - 1) | Herlovsen 24e · C. Hansen 65e · Sævik 74e | Spectateurs : - Arbitrage : -         | Spectateurs : - Arbitrage : - |
| 18h00       | -       |         |                                           | Spectateurs : - Arbitrage : -         | Spectateurs : - Arbitrage : - |

| Pologne | Norvège |

| Pologne :        |    |                      |
|                  |    |                      |
| G                | 1  | Katarzyna Kiedrzynek |
| D                | 2  | Martyna Wiankowska   |
| D                | 5  | Aleksandra Sikora    |
| D                | 7  | Agata Guściora       |
| M                | 6  | Sylwia Matysik       |
| M                | 10 | Weronika Zawistowska |
| M                | 14 | Dagmara Grad         |
| M                | 17 | Katarzyna Daleszczyk |
| A                | 8  | Emilia Zdunek        |
| A                | 19 | Dżesika Jaszek       |
| A                | 20 | Julia Matuschewski   |
| Remplacements :  |    |                      |
| G                | 12 | Anna Szymanska       |
| G                | 22 | Kinga Szemik         |
| D                | 4  | Paulina Dudek        |
| D                | 21 | Klaudia Olejniczak   |
| M                | 3  | Gabriela Grzywińska  |
| M                | 11 | Ewelina Kamczyk      |
| M                | 13 | Patrycja Balcerzak   |
| M                | 16 | Dominika Grabowska   |
| M                | 18 | Natalia Chudzik      |
| M                | 23 | Małgorzata Mesjasz   |
| A                | 9  | Ewa Pajor            |
| A                | 15 | Agnieszka Winczo     |
| Entraîneur :     |    |                      |
| Milosz Stepinski |    |                      |

| Norvège :       |    |                      |
|                 |    |                      |
| G               | 12 | Cecilie Fiskerstrand |
| D               | 25 | Stine Hovland        |
| M               | 5  | Synne Hansen         |
| M               | 6  | Maren Mjelde         |
| M               | 8  | Vilde Risa           |
| M               | 10 | Caroline Hansen      |
| M               | 14 | Ingrid Engen         |
| M               | 16 | Guro Reiten          |
| A               | 9  | Isabell Herlovsen    |
| A               | 20 | Emilie Haavi         |
| A               | 11 | Lisa-Marie Utland    |
| Remplacements : |    |                      |
| G               | 1  | Ingrid Hjelmseth     |
| G               | 23 | Aurora Mikalsen      |
| D               | 2  | Ingrid Wold          |
| D               | 28 | Cecilie Kvamme       |
| M               | 32 | Karina Sævik         |
| M               | 33 | Heidi Ellingsen      |
| A               | 13 | Therese Åsland       |
| A               | 15 | Kristine Leine       |
| A               | 21 | Emilie Nautnes       |
| A               | 29 | Amalie Eikeland      |
| Entraîneur :    |    |                      |
| Martin Sjögren  |    |                      |

## Classement final
| Rang               | Équipe   |
| ------------------ | -------- |
| Médaille d'or      | Norvège  |
| Médaille d'argent  | Pologne  |
| Médaille de bronze | Canada   |
| 4                  | Suède    |
| 5                  | Écosse   |
| 6                  | Danemark |
| 7                  | Espagne  |
| 8                  | Suisse   |
| 9                  | Islande  |
| 10                 | Portugal |
| 11                 | Pays-Bas |
| 12                 | Chine    |

## Trophées

### Vainqueur
| Vainqueur |
| --------- |
| Norvège   |

### Meilleures joueuses

#### Meilleure joueuse du tournoi
| Meilleure joueuse      | Équipe  |
| ---------------------- | ------- |
| Caroline Graham Hansen | Norvège |

#### Meilleure joueuse portugaise
| Meilleure joueuse portugaise |
| ---------------------------- |
| -                            |

### Meilleure buteuse
| Meilleure buteuse | Équipe  | Buts |
| ----------------- | ------- | ---- |
| Jennifer Hermoso  | Espagne | 3    |
| Mimmi Larsson     | Suède   | 3    |

### Fair Play
| Équipe | PTS |
| ------ | --- |
| Écosse | -2  |